# Muriel Robb
Muriel Evelyn Robb (Newcastle upon Tyne, 13 de maio de 1878 – 12 de fevereiro de 1907) foi uma tenista britânica. 